# لووتشن
لووتشن (به چکی: Loučeň) یک منطقهٔ مسکونی در جمهوری چک است که در ناحیه نیمبورک واقع شده‌است. لووتشن ۱۹٫۰۱ کیلومتر مربع مساحت و ۱٬۲۵۳ نفر جمعیت دارد و ۱۹۵ متر بالاتر از سطح دریا واقع شده‌است.